# Mel Harris
Mel Harris (Bethlehem, 12 luglio 1956) è un'attrice statunitense.

## Carriera
Caratterista attiva dagli anni ottanta, ha avuto ruoli ricorrenti in diverse serie televisive. Prima di intraprendere la carriera di attrice, Mel Harris era apparsa più volte nel celebre game show Pyramid. Nominata nel 1989 da Harper's Bazaar come una delle "10 donne più belle d'America" (la celebre rivista le ha dedicato la copertina del numero dell'ottobre 1988), nello stesso anno è coprotagonista nella commedia di successo Un poliziotto a 4 zampe assieme a James Belushi.
Tra le serie TV di successo a cui ha partecipato, si segnala il personaggio di Hope Murdoch Steadman in 85 episodi di In famiglia e con gli amici (1987-1991, serie vincitrice di numerosi Emmy Awards) e quello di Carly in Troppi in famiglia (1996-1998) Per il ruolo di Hope, la Harris è stata candidata al Golden Globe per la miglior attrice in una serie drammatica nel 1990. Più recentemente è nel cast di Saints & Sinners (2007) e in Shut Eye (2016).

## Filmografia parziale

### Cinema
- Wanted - Vivo o morto (Wanted: Dead or Alive), regia di Gary Sherman (1987)
- I demoni della mente (Cameron's Closet), regia di Armand Mastroianni (1988)
- Un poliziotto a 4 zampe (K-9), regia di Rod Daniel (1989)
- Doppia personalità (Raising Cain), regia di Brian De Palma (1992)
- Parenti lontani (Distant Cousins), regia di Andrew Lane (1993)
- Suture, regia di Scott McGehee e David Siegel (1993)
- Wind Dancer, regia di Craig Clyde (1993)
- Pagemaster - L'avventura meravigliosa (The Pagemaster), regia di Joe Johnston (1994)
- Sonic Impact, regia di Rodney McDonald (2000)
- Firetrap - Incubo di fuoco (Firetrap), regia di Harris Done (2001)
- La maledizione dell'impiccato (Hangman's Curse), regia di Rafal Zielinski (2003)
- Purple Heart, regia di Bill Birrell (2005)

### Televisione
- In famiglia e con gli amici (Thirtysomething) – serie TV, 85 episodi (1987-1991)
- Infanzia negata (Child of Rage), regia di Larry Peerce (1992)
- Troppi in famiglia (Something So Right) – serie TV, 37 episodi (1996-1998)
- Vagone letto con omicidio (South by Southwest) – film TV (1997)
- Dawson's Creek – serie TV, episodio 3x08 (1999)
- Stargate SG-1 – serie TV, 3 episodi (2002-2005) - Oma Desala
- Dr. House - Medical Division (House, M.D.) – serie TV, episodio 2x16 (2006)
- Cold Case - Delitti irrisolti (Cold Case) – serie TV, episodio 3x17 (2006)
- Saints & Sinners – serie TV, 61 episodi (2007)
- Shut Eye – serie TV, 9 episodi (2016)
- Imposters – serie TV, 5 episodi (2017-2018)

## Doppiatrici italiane
Nelle versioni in italiano delle opere in cui ha recitato, Mel Harris è stata doppiata da:
- Laura Boccanera in Troppi in famiglia, Cold Case - Delitti irrisolti
- Roberta Greganti in Dr. House - Medical Division, Vagone letto con omicidio
- Marina Tagliaferri in In famiglia e con gli amici
- Ida Sansone in Un poliziotto a 4 zampe
- Cinzia De Carolis in Criminal Minds